# Ухов, Иван Сергеевич
Ива́н Серге́евич У́хов (род. 29 марта 1986, Свердловск) — российский прыгун в высоту, чемпион мира в помещении 2010 года и двукратный чемпион Европы в помещении 2009 и 2011 годов, рекордсмен России в помещении (2,42 м) и на открытом воздухе (2,41 м).

## Спортивная карьера

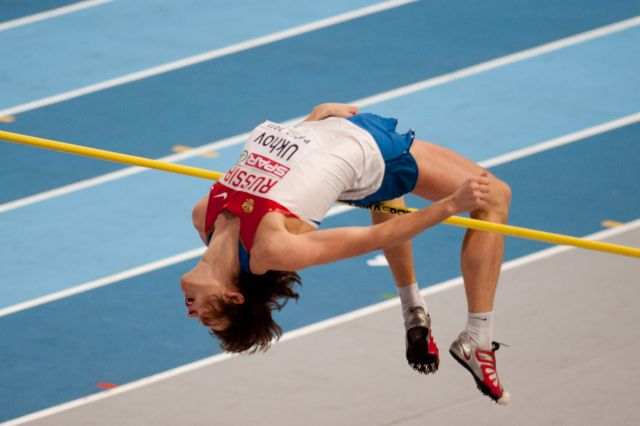
Иван Ухов на чемпионате Европы в помещении в 2011 году

В лёгкую атлетику Ухов пришёл в возрасте 16 лет, до этого занимался баскетболом. Вначале специализировался в метании диска, со временем стал больше пробовать себя в прыжках в высоту. После успешного выступления в прыжках в высоту на первенстве России полностью переключился на этот вид лёгкой атлетики. Долгое время тренером Ивана был Евгений Загорулько, но летом 2008 года, после отборочных соревнований на Олимпиаду, Иван решил тренироваться под руководством олимпийского чемпиона 2000 года Сергея Клюгина. По словам Ивана, Загорулько спокойно отнёсся к его просьбе об уходе. Свои дальнейшие успехи Иван объясняет именно сменой тренера. Утверждал, что у них с Клюгиным были «замечательные отношения и полное доверие друг к другу», они дружили семьями, что не мешало Клюгину быть требовательным, но Ивана «подгонять [было] не надо».
В сентябре 2008 года на соревнованиях в Лозанне вышел на прыжковый сектор стадиона в состоянии сильного алкогольного опьянения, что было вызвано личными проблемами спортсмена. Свою вину Ухов признал и был готов понести все полагающиеся санкции. На разбирательстве IAAF вынес спортсмену строгое предупреждение, дисквалификации не последовало. За последнее Иван поблагодарил в своём интервью Клюгина, который «в тот момент очень много сделал для того, чтобы [Иван] избежал дисквалификации».
Чемпион Европы в закрытых помещениях 2009 года (Турин) с результатом 2,32 м.
На чемпионате мира 2009 года в Берлине Иван занял 10-е место и «проспорил Клюгину свою шевелюру»: они договорились, что, если Иван выиграет турнир, то пострижётся Клюгин, а если не попадёт в тройку призёров — пострижётся сам. Стричься пришлось Ивану.
8 июля 2010 года победил на турнире серии «Бриллиантовая лига» Weltklasse Zürich в Лозанне (Швейцария) с результатом 2,33 м.
29 июля 2010 года Иван выиграл серебро на чемпионате Европы 2010 года, уступив только соотечественнику Александру Шустову.
По итогам сезона 2010 года Ухов стал обладателем главного приза «Бриллиантовой лиги», опередив своего ближайшего преследователя Джесса Уильямса на 7 очков.
В польском Ополе на фестивале прыжков в высоту Иван Ухов выиграл с лучшим результатом сезона в мире, прыгнув на 2,36 м. Ближайшие конкуренты из Польши Конрад Овчарек и Роберт Вольский отстали от Ухова на 10 см.
В начале марта 2011 года в Париже стал двукратным чемпионом Европы в помещении, с результатом 2,38 м опередив чеха Ярослава Бабу и Александра Шустова.
Иван говорит, что с другими прыгунами поддерживает хорошие отношения, иногда просит у них совета. Признавался также, что «терпеть не может солнце», из-за чего хуже прыгает в солнечную погоду. По собственным словам, легко набирает вес, но легко и сбрасывает — в межсезонье может по несколько дней подряд ничего не есть и сбросить 20 килограммов за две недели, однажды сбросил 7 килограммов за день. Вопрос собственного веса для него — самый главный при подготовке к соревнованиям: «В принципе, я за все эти годы уже хорошо изучил, сколько должен весить, чтобы высоко прыгать. И чаще всего вопрос удачного выступления стоит не в том, как я готов, а сколько вешу. Соревновательный вес у меня колеблется в промежутке от 85 до 90 кг. Если больше, сразу ноги при прыжке начинают расходиться».
7 августа 2012 года Иван Ухов завоевал золотую медаль на Олимпиаде-2012 в Лондоне с результатом 2,38 м. Во время финала, перед решающими попытками, Ухов потерял свою майку, в которой должен был прыгать (из-за этого его могли дисквалифицировать). Не найдя майку, он сначала прыгнул в обычной футболке, а потом свою майку ему одолжил Андрей Сильнов, который к тому моменту уже не участвовал в распределении наград. Совершив прыжок на 2,38, после того как все соперники закончили своё выступление, Иван установил планку на 2,40, чтобы побить олимпийский рекорд, однако первая попытка ему не удалась, а вторую и третью он отменил.
16 января 2014 года на мемориале памяти Юрия Лукашевича и Вячеслава Середкина в Челябинске Иван Ухов с третьей попытки взял высоту 2,41 метра, установив новый рекорд России. Месяц спустя, 25 февраля 2014 года, этот результат был улучшен на 1 см (2,42 м) на традиционном международном турнире по легкой атлетике в помещении в Праге. Тем самым Иван Ухов повторил европейский рекорд немца Карла Тренхарда, установленный в 1988 году. 9 мая 2014 года Иван Ухов стал первым на турнире легкоатлетической серии «Бриллиантовая лига» в Дохе, показав свой лучший результат в карьере для состязаний на открытом воздухе — 2,41 метра.
Весной 2016 года Иван Ухов ушёл от Клюгина к тренеру Владимиру Плеханову, в группе которого тренируется также Анна Чичерова.
На командном чемпионате России-2017 Иван победил с результатом 2,30 и выполнил квалификационный норматив для участия в чемпионате мира в Лондоне, который пройдёт 4−13 августа, но пока он не имеет индивидуального допуска к международным соревнованиям от ИААФ.

## Дисквалификация
В 2019 году решением спортивного арбитражного суда (CAS) в Лозанне лишён золотой медали Олимпийских игр 2012 в Лондоне, серебряной медали чемпионата мира в помещении 2014 года, бронзовой медали чемпионата Европы 2014 года, а также отстранен на 4 года от соревнований за нарушение антидопинговых правил. Срок дисквалификации начнется с 1 февраля 2019 года. Результаты, показанные Уховым с 16 июля 2012 года до 31 декабря 2015 года, будут аннулированы.
7 апреля срок дисквалификации сократили - до 2 лет и 9 месяцев .

## Основные результаты

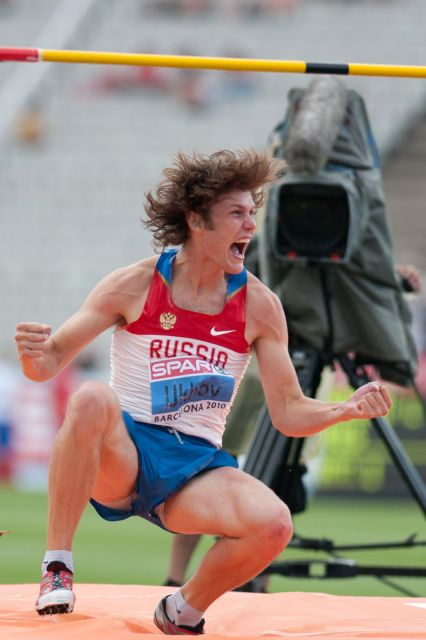
Иван Ухов на чемпионате Европы 2010 в Барселоне стал серебряным призёром

| Год  | Турнир                        | Город                  | Место   | Результат |
| ---- | ----------------------------- | ---------------------- | ------- | --------- |
| 2005 | 18 юниорский Чемпионат Европы | Каунас, Литва          | 1-е     | 2,23 м    |
| 2006 | Чемпионат России в помещении  | Москва, Россия         | 3-е     | 2,32 м    |
| 2006 | Чемпионат России              | Тула, Россия           | 2-е     | 2,28 м    |
| 2006 | Кубок России                  | Тула, Россия           | 1-е     | 2,32 м    |
| 2006 | Чемпионат Европы              | Гётеборг, Швеция       | 12-е    | 2,20 м    |
| 2007 | Чемпионат России в помещении  | Волгоград, Россия      | 1-е     | 2,32 м    |
| 2008 | Чемпионат России в помещении  | Москва, Россия         | 4-е     | 2,33 м    |
| 2008 | Чемпионат России              | Казань, Россия         | 6-е     | 2,30 м    |
| 2009 | Чемпионат России в помещении  | Москва, Россия         | 1-е     | 2,37 м    |
| 2009 | Чемпионат Европы в помещении  | Турин, Италия          | 1-е     | 2,32 м    |
| 2009 | Чемпионат России              | Чебоксары, Россия      | 1-е     | 2,35 м    |
| 2009 | Чемпионат мира                | Берлин, Германия       | 10-е    | 2,23 м    |
| 2010 | Чемпионат России в помещении  | Москва, Россия         | 1-й     | 2,31 м    |
| 2010 | Чемпионат мира в помещении    | Доха, Катар            | 1-й     | 2,36 м    |
| 2010 | Чемпионат России              | Саранск, Россия        | 3-й     | 2,28 м    |
| 2010 | Чемпионат Европы              | Барселона, Испания     | 2-й     | 2,31 м    |
| 2011 | Чемпионат Европы в помещении  | Париж, Франция         | 1-й     | 2,38 м    |
| 2011 | Чемпионат России              | Чебоксары, Россия      | 3-й     | 2,34 м    |
| 2011 | Чемпионат мира                | Тэгу, Южная Корея      | 5-е     | 2,32 м    |
| 2012 | Летние Олимпийские игры 2012  | Лондон, Великобритания | 1-й DSQ | 2,38 м    |

## Награды
- Орден Дружбы (13 августа 2012 года) — за большой вклад в развитие физической культуры и спорта, высокие спортивные достижения на Играх XXX Олимпиады 2012 года в городе Лондоне (Великобритания)[15].

## Личная жизнь
Первую жену Ивана зовут Полина, у него есть дочь Мелания от первого брака. В 2016 году Иван Ухов женился на Ирине Гордеевой, которая также занимается прыжками в высоту и является бронзовым призёром чемпионата Европы 2012 года в Хельсинки.
Иван неохотно даёт интервью, объясняя это тем, что в интервью его слова часто «приукрашивают». Выиграв зимний чемпионат Европы в Париже, Иван остановился в смешанной зоне, но не ответил на вопрос журналиста, а в ответ на просьбу сказать хотя бы три слова произнёс: «Раз, два, три» и пошёл дальше.
В одном из интервью Иван рассказал, что спортом интересуется мало, даже не знает правила футбола, «просто любит прыгать». Когда-то около пяти лет подряд днями и ночами играл в World of Warcraft, но после встречи с Полиной оставил это занятие.